# Richaud Valls
Pour les articles homonymes, voir Valls (homonymie).
Richaud Valls est un ancien acteur français né en 1971.
Aujourd'hui il s'est reconverti en boulanger à New-York.

## Filmographie

### Cinéma

#### Longs métrages
- 2001 : Le Pornographe de Bertrand Bonello
- 2002 : Patron sur mesure de Stéphane Clavier : Théo
- 2002 : Total Khéops d'Alain Bévérini : Fabio à 20 ans
- 2004 : Les Gaous d'Igor Sékulic : Guillaume
- 2005 : Ze Film de Guy Jacques : Le vendeur photo
- 2005 : Edy de Stéphan Guérin-Tillié : L'aggresseur #3
- 2006 : Avril de Gérald Hustache-Mathieu : Jim
- 2006 : Les Brigades du Tigre de Jérôme Cornuau : Pelletier
- 2007 : Tombé d'une étoile de Xavier Deluc
- 2007 : Bluesbreaker de Dominique Brenguier : Richard

#### Courts métrages
- Comme des citrons de O. Fox[réf. nécessaire]
- 2006 : Comme un oiseau de Judith Caen : Oscar
- 2009 : Fake Marriage de Nicole Pelosi : Tony

### Télévision
- 2000 : Anna en Corse de Carole Giacobbi : Laurent
- 2001: Un homme en colère (Une mort si douce) : Jules Thévenot, le petit ami
- 2002 : Le juge est une femme (Alice Nevers) : Lieutenant Forette
- 2003 : Aurélien d'Arnaud Sélignac : Le sergent
- 2004 : Julie Lescaut : Inspecteur Vincent Gautier
- 2005 : Dolmen de Didier Albert : Stéphane Morineau, maréchal-des-logis-chef de gendarmerie
- 2005 : Brasier d'Arnaud Sélignac : Lucien Perrot
- 2005 : Quelques mots d'amour de Thierry Binisti : Fred
- 2005 : Les Mariages d'Agathe : Fred
- 2006 : Chasse à l'homme d'Arnaud Sélignac : Rolland
- 2006 : Chassé croisé amoureux de Gérard Cuq : François Mancelier : François
- 2007 : Joséphine, ange gardien (épisode L'Ange des casernes) : Adjudant Franck Muller
- 2007 : Supergranny.com de Christiane Lehérissey : Richard
- 2008 : Bébé à bord de Nicolas Herdt : Fabien
- 2014 : The Blacklist : Charles (saison 1 épisode 20)

### Scénariste
- Complot : 12 x 52 min, GMT Production, TF1
- Tease : 12 x 26 min

### Réalisateur
- Barman, documentaire de 52 min
- 2003 : Looking for Richard, documentaire de 52 min avec Richard Bohringer
- 2012 : Soho House, A day in a life, court-métrage
- 2012 : Tea & Sympathy, court-métrage
- 2012 : Pavilion of Art & Design. New York, court-métrage

## Théâtre
- Jean et Béatrice/ John and Beatrice. Carole Fréchette. Metteur en scène. Theater for the new city. New York.
- Les 7 jours de Simon Labrosse. Carole Fréchette. (Simon) mise en scène Romane Bohringer. Théâtre d'Edgard. Paris
- The Lady of the Camelias. Alexandre Dumas fils. Mise en scène de Gérard Cherqui. Arclight Theater. New York.